# Donecki terület
A Donecki terület (ukránul: Донецька область és oroszul: Донецкая область) közigazgatási egység Ukrajna keleti részén. Székhelye Doneck, de a kelet-ukrajnai háború miatt ideiglenesen Kramatorszkban működik a területi közigazgatási hivatal. 1938–1961 között Sztalinói terület (ukránul: Сталінська область) volt a terület neve, mivel székhelyének neve ekkor Sztalino volt. Területe 26,51 ezer km², népessége 4,38 millió fő. Északon a Harkivi terület, északkeleten a Luhanszki terület, délnyugaton a Dnyipropetrovszki terület és a Zaporizzsjai terület, keleten a Oroszországgal, délen az Azovi-tengerrel határos. Ukrajna jelentős iparvidéke: az acélgyártás, a vegyipar, a szénbányászat és a gépipar (főleg nehézgépgyártás) játssza a főszerepet.

## Történelem
A Donecki területet 1938. június 3-án alapították, 12 várossal és öt járással.
A 2013−2014-es ukrajnai válság miatt kiéleződtek az ellentétek az ukrajnai orosz kisebbség és az ukránok, illetve, Kijev és Moszkva között. A Krími Köztársaság példáját követve a Donecki területen működő orosz csoportosulások 2014-én április 7-én kikiáltották az ún. Donyecki Népköztársaságot. A területi székhely, Doneck, valamint a Donecki terület közel félét kitevő délkeleti sávja (a Mariupol−Doneck−Horlivka vonalig) napjainkban is az orosz szakadárok ellenőrzése alatt áll. Ezért 2014. június 13-tól Mariupolba, majd később Kramatorszkba költöztették a Donecki Területi Állami Közigazgatási Hivatalt. A 2022-es ukrajnai invázió során az orosz hadsereg újabb területeket foglalt el a megyében, a legfontosabb veszteség Mariupol eleste volt.

## Népesség
A 2001-es népszámlálás alapján:
| etnikum  | lélekszám    | arány  |
| -------- | ------------ | ------ |
| ukrán    | 2 744 149 fő | 56,87% |
| orosz    | 1 844 399 fő | 38,22% |
| görög    | 77 516 fő    | 1,61%  |
| belorusz | 44 525 fő    | 0,92%  |
| tatár    | 19 161 fő    | 0,40%  |
| örmény   | 15 734 fő    | 0,33%  |
| zsidó    | 8 825 fő     | 0,18%  |
| azeri    | 8 075 fő     | 0,17%  |
| grúz     | 7 197 fő     | 0,15%  |
| moldáv   | 7 171 fő     | 0,15%  |

Nyelv szerinti megoszlás:  orosz – 74.9%, ukrán – 24.1%.

## Földrajz
Tengerpartjának hossza 140 kilométer. Legmagasabb pontja a Mogila-Gosztra kurgán (курган Могила-Гостра) (331 m). A legalacsonyabb pontja Poljove faluban (-0,4 m).

## Közigazgatás
A Donecki terület 18 járásra oszlik, 51 városa és 131 városi jellegű települése van. A falvak száma több mint 1100.
Nagyobb városai (Az orosz szeparatisták kezén lévő települések dőlt betűvel jelölve):
| - Doneck (Донецьк) 1,016,194 fő - Mariupol (Маріуполь) 492,176 fő - Makijivka (Макіївка) 389,589 fő - Horlivka (Горлівка) 292,250 fő - Kramatorszk (Краматорськ) 181,025 fő - Szlovjanszk (Слов'янськ) 124,829 fő - Jenakijeve (Єнакієве) 103,997 fő | - Kosztyantinyivka (Костянтинівка) 95,111 fő - Bahmut (Бахмут) 82 916 fő - Csisztyakove (Чистякове) 72,346 fő - Pokrovszk (Покровськ) 69,154 fő - Druzskivka (Дружківка) 64,557 fő - Harcizk (Харцизьк) 64,175 fő - Sahtarszk (Шахтарськ) 59,589 fő |